# Ruzibazi
Ruzibazi är ett vattendrag i Burundi. Det ligger i den västra delen av landet, 40 kilometer söder om huvudstaden Bujumbura.
Omgivningarna runt Ruzibazi är en mosaik av jordbruksmark och naturlig växtlighet. Runt Ruzibazi är det ganska tätbefolkat, med 207 invånare per kvadratkilometer.